# Apocephalus bulbosus
Apocephalus bulbosus är en tvåvingeart som beskrevs av Brown 2002. Apocephalus bulbosus ingår i släktet Apocephalus och familjen puckelflugor. Inga underarter finns listade i Catalogue of Life.